# شهرستان ییمن
شهرستان ییمن (به لاتین: Yimen County) یک شهرستان‌های جمهوری خلق چین در چین است که در یوکسی واقع شده‌است. شهرستان ییمن ۱٬۱۱۴ کیلومتر مربع مساحت و ۱۷۰٬۹۴۶ نفر جمعیت دارد.